# キングス・クロス火災
キングス・クロス火災（キングス・クロスかさい、King's Cross fire）は、1987年11月18日の19時30分ごろロンドン地下鉄の主要駅であるキングス・クロス・セント・パンクラス駅で発生した火災事故。この火災で31人が死亡し100人が負傷した。
同駅は地上でキングス・クロス駅に隣接し、地下にはメトロポリタン線のホームがある他、ノーザン線、ピカデリー線、ヴィクトリア線のプラットホームが地下深くにあるが、火災はピカデリー線へと続くエスカレーターで発生した。火災が通報されたおよそ15分後、ロンドン消防庁の第一陣が現場に到着し調査している最中フラッシュオーバー（炎が急激に燃え広がる現象）が発生、エスカレーターの上にあった切符売場は瞬く間に炎と黒煙に包まれ多数の犠牲者が出た。
事故後に行われた公式調査では、火災原因は火のついたマッチが木製エスカレーターに投げ捨てられたことによるものであり、さらにこれまで知られていなかった「トレンチ効果」という現象により炎が一気に燃え広がったことにより多数の犠牲者がでたものとされた。ロンドン地下鉄当局は、過去に地下鉄で重大な火災事故が発生していなかったことに甘んじて、駅員にほとんどあるいはまったく火災・避難訓練を受けさせていなかったとして、その対応を厳しく非難された。
この調査報告書が公開されると、ロンドン地下鉄とロンドン地域交通局（London Regional Transport、ロンドン地域運輸公社とも）の上層部幹部は辞任に追い込まれ、火災予防のための新たな規則が策定されることとなった。

## 経緯
キングス・クロスには、地上路線の主要駅であるキングス・クロス駅やメトロポリタン線の地下ホームに加え、ノーザン線、ピカデリー線、ヴィクトリア線への乗り継ぎのためのプラットホームが地下深くにあった。構内にはピカデリー線とヴィクトリア線へと続くエスカレーターが1本ずつあり、ノーザン線へはピカデリー線を通る形となっていた。また、ピカデリー線とヴィクトリア線は階段でつながっており、その階段からはイギリス国鉄のミッドランド・シティ（後のテムズリンク）が使用するムーアゲート駅行きの地下ホームとペントンヴィル・ロードへの出入口に通じていた。
1987年11月18日19時30分頃、複数の利用者がピカデリー線のエスカレーターで火災を目撃し通報した。通報を受けた駅員とイギリス鉄道警察が調査に向かい、警察官1名が消防局に無線連絡するため地上に出た。19時36分、消防局は消防車4台とはしご車を出動させた。火災はエスカレーターの下で発生しており、消火器を使える近さにまで近寄ることはできなかった。構内には水噴霧式の消火器もあったが、駅員は訓練を受けておらず使用方法が分からなかった。19時39分、ヴィクトリア線側のエスカレーターを使用して駅から避難することが決定された。その数分後に消防車が到着し、消防士がエスカレーターを降りて火災規模を確認したところ、火炎の大きさは大きめの段ボール箱程度であったため、空気呼吸器を装備した隊員が水噴霧器で消火にあたるプランを立てた。
19時45分、フラッシュオーバーが発生した。炎の噴流がエスカレーターシャフトを突き抜けてエスカレーター上の切符売場は瞬く間に炎と黒煙に包まれ、その場にいた利用者の多くは死亡あるいは重傷を負った。また、地下構内にいた数百人が地上に出ることができなくなり、ヴィクトリア線の列車で駅から避難した。警察官数名が負傷者を連れてミッドランドシティのホームから脱出を試みたが、通路は清掃担当者によって施錠されていた。メトロポリタン線のホームでは駅員と女性警官が閉じ込められ、列車で救出された。
消火に際し、150人以上の消防士からなる消火班30班が配備された。ロンドン救急サービスの救急車14台が負傷者をユニバーシティ・カレッジ病院  (University College Hospital) など近隣の病院に搬送した。火災は翌11月19日の1時46分に鎮火した。
この火災で31人が死亡し、100人が病院に運ばれ、うち19名が重症であった。現場に最初に到着した消防隊の隊長であるコリン・タウンズリー (Colin Townsley)は、切符売り場でフラッシュオーバーに遭い死亡し、その遺体はパンクラスロードへの出口階段の下で黒焦げになった利用者の遺体の横で発見された。タウンズリーは身動きのとれなくなった利用者を発見し、救助しようとしていたものと考えられている。
最後まで身元特定ができなかった遺体、通称「マイケル」または「ボディ115」（遺体の整理番号から）は、火災から16年後の2004年1月22日、法医学的証拠によりスコットランド・フォルカークのアレクサンダー・ファロン（Alexander Fallon、73歳没）と判明した。アレクサンダーは妻に先立たれ、4人の娘たちは独立しており連絡も稀であった。娘たちは1997年頃から、父親がキングス・クロス駅で死んだのではないかと疑い始めていたが、当初、遺体の年齢は50 - 60代とみなされており、そのことから別の行方不明者が候補に挙がっていたこともあって身元の確認が遅れた。1990年のニック・ロウの曲「Who Was That Man?」は、長らく身元不明であったこの遺体について歌ったものである。

## 余波
メトロポリタン線の切符売場とホームは無傷であったため、火災の翌朝には業務が再開された。ヴィクトリア線はエスカレーターが少し損傷したが、翌火曜日から通常運転を再開した。他3線のホームが再開したのは4週間後のことであった。ピカデリー線のエスカレーターは全損したためすべて交換され、新規エスカレーターは火災の16か月後の1989年2月27日から供用開始となった。それまでの期間、ピカデリー線にはヴィクトリア線かミッドランドシティのホームを通らなくてはならなかったため、ラッシュ時には一方通行に制限された。
ノーザン線のホームはキングスクロス駅と直結しておらず、ピカデリー線のエスカレーターを経由して通じていた。ヴィクトリア線のエスカレーターは他3路線の乗客で満員状態であったため、ノーザン線の列車はエスカレーターが復旧が完了するまでキングスクロス駅への停車を見合わせることとなった。併せて、寿命が近かったノーザン線のエスカレーターも交換されることとなり、ノーザン線が通常運転を再開した1989年3月5日のことであった。

## 調査と報告
事故の公式調査は、委員長のデスモンド・フェンネル (Desmond Fennell、OBE QC) ほか4名の専門家による調査委員会によって行われた。調査は1988年2月1日、ウェストミンスターのセントラルホールで開始され、91日にわたる証拠聴取を行い6月24日閉会した。

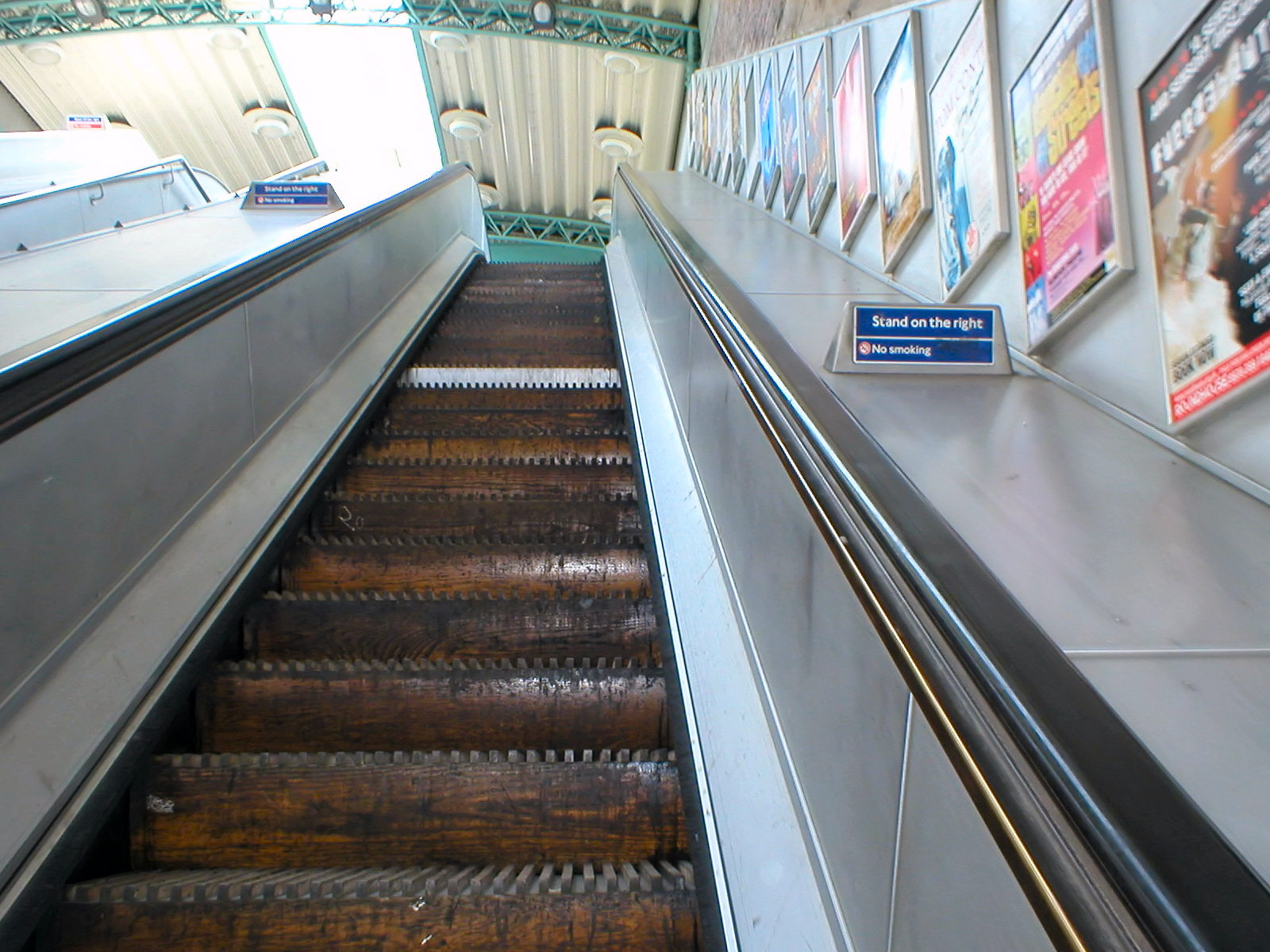
グリーンフォード駅の木製エスカレーター（2006年撮影）。キングス・クロス駅で火災を起こしたものと同等のもの。同駅の木製エスカレーターは駅のバリアフリー化に伴い2014年3月10日で廃止予定である。

ロンドン地下鉄は1985年2月から駅構内の地下部分が禁煙となっていたが（オックスフォード・サーカス駅火災によるもの）、調査の結果乗客が火のついたままのマッチを投げ捨て、それがエスカレータ側面と踏み板の間に落ちて燃え広がったのがほぼ確実に火災の原因であるとされた。また、警察の調べでは、出火場所がエスカレーターの下で近づくのが難しい場所であり現場からは燃焼を促進させる物質なども発見されなかったため、放火の疑いはないと判断された。現場調査担当者は、エスカレーター側面の8か所の木が焦げて炭化していたことや、踏み板にマッチが挟まっているのを発見しており、これは火災が過去にも同様に発生していたがその際は火が燃え広がらずに自然に消えていたことを示すものであった。
地下鉄車両内での喫煙は1984年7月から禁止されており、オックスフォード・サーカス駅の火災以降は地下駅構内すべてが禁煙となっていたが、喫煙者の中にはこれを無視してタバコを投げ捨てていくものも少なくなかった。現場調査ではエスカレーター踏み板下にグリースのかたまりがあるのが発見されている。グリースは着火しにくく火の回りも遅いと考えられていたが、現場で発見されたグリース塊は線維状の物質が多く混ざっており、実際に火のついたマッチをエスカレーターに落とす実験をしたところマッチはこのグリースに着火して火は燃え広がり、その後消火されるまでの9分間燃え続けた。
この実験はキングス・クロス火災の第一目撃者の証言を再現したものであったが、委員会の4人の専門家の間ではなぜ小さな火がフラッシュオーバーを起こしたのかについて意見がまとまらず、構内天井の塗料によるものではないかなどの見解も示された。キングス・クロス駅の模型が原子力研究所（Atomic Energy Research Establishment、ハウエル研究所とも）内につくられコンピューターを使ったシミュレーションが行われた。その結果、炎は、切符売場に到達する火炎の噴流を生み出すまでは、垂直には燃え広がらずエスカレーターの床面に留まったままであった。
この結果は目撃者の証言と一致していたが、シミュレーションの表示画面は炎が30度の角度のエスカレーターと平行に燃え広がる様子を示していたが、こうした現象はありえないと考えプログラミングに誤りがあったと疑う意見もあった。バクストンにあるイギリス安全衛生庁  (Health and Safety Executive)  の敷地内でエスカレーターの3分の1サイズの模型を使った実験において、着火してから7分半の間火は燃え広がらずに留まっていた。火自体はエスカレータの金属部分に溜り、火よりも先に熱だけがエスカレーターの溝を上昇していった。そしてエスカレーター溝の内部でフラッシュオーバーが起こると、炎のサイズは劇的に増大し火炎の噴流となって模型の切符売場を襲った。
本件においてはエスカレーターの30度という角度が重要な役割を果たしていた。切符売り場の乗客たちは、このときまだ知られていなかった、後に「トレンチ効果」と名付けられる流体力学上の現象によって命を落としたのであった。調査報告は、この新たに発見されたトレンチ効果によって、19時45分に火災がフラッシュオーバーを起こしたものと結論付けた。ただし、傾斜地において対流により空気を取り込み高熱を産み出すトレンチ効果自体は、アジア圏では古くから登り窯として利用されており、世界的に見れば新発見とは言えない。
報告書はまた、これまでの火災で死亡者が出ていなかったがために災害を軽視していたとして、ロンドン地下鉄を厳しく非難した。駅員は、火災が手に負えなくなってから消防を呼ぶものとされており、可能な限り自力で対応するものとされていた。火災は「くすぶり火」と呼ばれ、駅員は火災対応や避難の訓練をほとんどあるいはまったく受けていなかった。

## その後

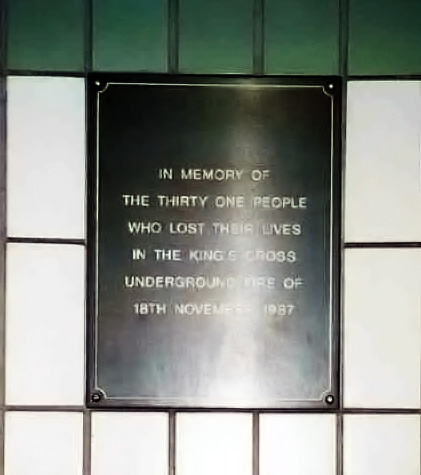
1987年の火災を伝える駅構内の銘板

報告書が公開されると、ロンドン地下鉄およびロンドン地域交通局（London Regional Transport、ロンドン地域運輸公社とも）の幹部は辞任に追い込まれた。木製の踏み板はエスカレーターから外され、エスカレーター下には熱感知器とスプリンクラーが設置されるようになり、無線連絡システムと駅員の防災訓練の改善が図られた。
火災発生から5日後の11月23日にはロンドンのすべての地下鉄駅構内（エスカレーターを含む）で喫煙が禁止され、1989年には火災予防（地下鉄道駅）規則 (The Fire Precautions (Sub-surface Railway Stations) Regulations 1989) が導入された。木製エスカレーターは段階的に金属製のものに交換され、2000年代初期にはほとんどの駅で（ワンステッド駅は2003年に、メリルボーン駅は2004年に交換）木製エスカレーターは廃止された。2014年3月10日、グリーンフォード駅に残っていた最後の木製エスカレーターが撤去され、ロンドン地下鉄のエスカレーターはすべて金属製のものに交換された。
火災の消火活動にあたった6人の消防士に表彰状が贈られたが、火災で命を落としたタウンズリー隊長もその一人である。また、タウンズリー隊長に対してはジョージ・メダル  (George Medal)  も授与された。
火災のすぐ後、追悼式がセント・パンクラス教会 (St Pancras New Church) で執り行われた。また、火災から20年後の2007年にも駅構内で20年追悼式が行われた。25年目の2012年には、駅近くのブレスト・サクラメント教会で追悼式が行われた。
これに加えて犠牲者を追悼する銘板がセント・パンクラス教会内に設置され、ダイアナ妃によって除幕された。追悼銘板はキングス・クロス駅構内にも同じく設置された

## TVドキュメンタリー番組
キングス・クロス火災は、ドキュメンタリー番組 Disaster "No Escape"や、The Day I Nearly Died "King's Cross - Beneath The Inferno"、また Seconds from Disaster "Kings Cross Fire".（日本語：『衝撃の瞬間』）などで放映された。

## 関連文献
- Appleton, B. (1992). Report of an inquiry into health and safety aspects of stoppages caused by fire and bomb alerts on London Underground, British Rail and other mass transit systems. HSE Books. ISBN 0-11-886394-0
- Chambers, P. (2006). Body 115: The Story of the Last Victim of the King's Cross Fire. John Wiley & Sons. ISBN 0-470-01808-9
- Moodie, K. (1992). “The King's Cross Fire: Damage Assessment and Overview of the Technical Investigation”. Fire Safety Journal, vol 18.
- Simcox, S.; Wilkes, N.S.; Jones, I.P. (1992). “Computer Simulation of the Flows of Hot Gases from the Fire at King's Cross Underground Station”. Fire Safety Journal, vol 18.
- Vaughan, Adrian (2000). Tracks to Disaster. Ian Allan. ISBN 0-7110-2731-5
- 機械技師協会 (Institution of Mechanical Engineers)  Environmental Engineering Group (1 June 1989). The King's Cross underground fire: fire dynamics and the organization of safety. Mechanical Engineering Publications. ISBN 978-0-85298-705-6